# Annamanum griseolum
Annamanum griseolum là một loài bọ cánh cứng trong họ Cerambycidae.